# مسجد السعادة
مسجد السعادة هو واحد من أقدم المساجد في إندونيسيا، يقع المسجد في ولاية صحراوية في بلدة سونغاي طرب التابعة لاقليم كابوباتن الواقعة غرب سومطرة .

## البناء
شيد مسجد السعادة واكتمل بنائه في عام 1917، وكان قد بدأت أعمال البناء فيه في عام 1910، والمسجد في بنيته مشابه بشكل كبير لمساجد راو راو الواقع في مدينة راو راو، اليوم تستخدم الميجد لاقامة للأنشطة الدينية للمسلمين، ويستخدم أيضا كوسيلة للتعليم الديني للمجتمع في بلدة سوتغاي طرب، وقد تم اختيار المسجد من قبل وزارة الثقافة والسياحة في اندونيسيا باعتباره تراثا ثقافيا مع بعض المساجد القديمة الأخرى في غرب اندونيسيا .

## التاريخ
تم البدأ في بناء المسجد حوالي عام 1910 واكتمل في عام 1917، وقبل هذا المسجد بني في المكان نفسه مسجد مصنوع من الخشب، وقد قام ببناء مسجد السعادة من قبل عدد من قادة المجتمع المحلي، الذين ساهموا في تكلفة بناء المسجد وفي تصميمه.

## العمارة
يضم المبنى الرئيسي قاعة الصلاة، وقد بني المسجد على أرض مربعة الشكل، الأرض لا تزال أرضية مبنية من الأسمنت، في حين تم بناء فناء وشرفة مع أرضية مكسوة بالبلاط الأبيض في الغرفة، وهناك أربع ركائز أساسية تمثل دعامة للسقف استخدم في بنائها الحديد، وكما الحال في غيره من المساجد في المنطقة فقد نفذت في المسجد عمارة المينانغكاباو، سقف المسجد يضم أسطح مستويه ومقعر قليلا إلا في المستوى الأعلى من السقف، العمارة الشاملة لهذا المسجد تشبه عمارة مسجد صغيرة في مدينة راو راو وهو مسجد راو راو.